# Paulina Przybysz
Paulina Anna Przybysz, znana również jako Lil’Sista i Pinnawela (ur. 12 września 1985 w Warszawie) – polska piosenkarka i autorka tekstów. Członkini Akademii Fonograficznej ZPAV.
W latach 2001–2006 i 2011–2013 śpiewała z siostrą Natalią w zespole Sistars, z którym nagrała i wydała albumy studyjne Siła sióstr (2003) oraz A.E.I.O.U. (2005). Cieszące się znaczną popularnością w kraju nagrania formacji przysporzyły jej popularności oraz licznych nagród i wyróżnień, m.in. Fryderyki i Superjedynkę. Od 2006 wydała dwa solowe albumy: Soulahili (2008) i Renesoul (2011), a za pierwszą płytę otrzymała nominację do nagrody polskiego przemysłu fonograficznego Fryderyka w kategorii Album Roku HIP-HOP / R & B. W 2012 wraz z siostrą Natalią uczestniczyła w drugiej edycji programu rozrywkowego TVP2 Bitwa na głosy.
Absolwentka XL Liceum Ogólnokształcącego z Oddziałami Dwujęzycznymi im. Stefana Żeromskiego w Warszawie i Państwowej Ogólnokształcącej Szkoły Muzycznej I st. im. Emila Młynarskiego w klasie wiolonczeli. Współwłaścicielka wydawnictwa muzycznego oraz studia nagrań Penguin Records.
Zamężna, ma dwie córki: Matyldę (2010) i Ritę (2012). Była wegetarianką, następnie przeszła na weganizm.

## Dyskografia

### Albumy solowe
| Rok                                                     | Dane dot. albumu                                                                                              | Pozycja na liście |
| Rok                                                     | Dane dot. albumu                                                                                              | POL               |
| ------------------------------------------------------- | --- | ----------------- |
| 2008                                                    | Soulahili - Data: 11 lutego 2008 - Wydawca: Penguin Records - Format: CD, digital download                    | 7                 |
| 2011                                                    | Renesoul - Data: 14 marca 2011 - Wydawca: Penguin Records - Format: CD, digital download                      | 47                |
| 2017                                                    | Chodź tu - Data: 6 października 2017 - Wydawca: Kayax - Format: CD, digital download, winyl                   | –                 |
| 2020                                                    | Odwilż - Data: 20 lutego 2020 - Wydawca: Kayax - Format: CD, digital download                                 | 22                |
| 2023                                                    | Wracając - Data: 20 kwietnia 2023 - Wydawca: Def Jam Recordings - Format: digital download                    | –                 |
| 2025                                                    | Insides - Data: 1 marca 2025 - Wydawca: calm courage records - Format: CD, winyl, digital download, streaming |                   |
| „–” oznacza, że album nie był notowany na danej liście. | |                   |

### Minialbumy
| Rok  | Dane dot. albumu                                                                              |
| ---- | --------------------------------------------------------------------------------------------- |
| 2024 | Space EP2024 - Data: 15 lipca 2024 - Wydawca: calm courage records - Format: digital download |

Single
| 2008                                                     | „My Man”                                               | –  | –  | Soulahili (+ reedycja) |
| 2008                                                     | „Several Times”                                        | –  | –  | Soulahili (+ reedycja) |
| 2008                                                     | „You Can Dance”                                        | –  | –  | Soulahili (+ reedycja) |
| 2008                                                     | „Indiana”                                              | –  | –  | Soulahili (+ reedycja) |
| 2011                                                     | „Przeczucie”                                           | –  | –  | Renesoul               |
| 2011                                                     | „Renesoul”                                             | –  | –  | Renesoul               |
| 2017                                                     | „Dzielne kobiety”                                      | –  | –  | Chodź tu               |
| 2017                                                     | „Pirx”                                                 | 60 | 9  | Chodź tu               |
| 2017                                                     | „Popadamy” (gościnnie: Katarzyna Nosowska)             | –  | –  | Chodź tu               |
| 2018                                                     | „Drewno”                                               | 62 | 4  | Chodź tu               |
| 2019                                                     | „Lulaj”                                                | 50 | –  | –                      |
| 2019                                                     | „Rybka” (gościnnie: Barbara Wrońska, Natalia Przybysz) | 35 | –  | –                      |
| 2019                                                     | „Senność”                                              | –  | 12 | Odwilż                 |
| 2020                                                     | „Zima”                                                 | –  | 1  | Odwilż                 |
| 2020                                                     | „Minimalizm”                                           | –  | 37 | Odwilż                 |
| 2022                                                     | „Definicje”                                            | –  | –  | Wracając               |
| 2023                                                     | „Wracając”                                             | –  | –  | Wracając               |
| 2023                                                     | „Soundtrack”                                           | –  | –  | Wracając               |
| 2023                                                     | „Whiplash” (gościnnie: Szczyl)                         | –  | –  | Wracając               |
| 2024                                                     | „Morale” (gościnnie: Wuja HZG)                         | –  | –  | Space EP2024           |
| 2024                                                     | „Dragon Hustler” (gościnnie: Wuja HZG)                 | –  | –  | Space EP2024           |
| 2024                                                     | „Bigger Picture” (gościnnie: Wuja HZG)                 | –  | –  | Space EP2024           |
| 2024                                                     | „Astro” (prod. atutowy)                                | –  | –  | Space EP2024           |
| 2025                                                     | „Salt Peanuts”                                         |    |    | Insides                |
| 2025                                                     | „I Cover the Waterfront”                               |    |    | Insides                |
| „–” oznacza, że singel nie był notowany na danej liście. |                                                        |    |    |                        |

Inne
| Album                                        | Rok  | Uwagi                                                                      | Źródło |
| -------------------------------------------- | ---- | -------------------------------------------------------------------------- | ------ |
| Mosqitoo – Mosqitoo music                    | 2005 | słowa utworu „To co stało się”                                             | [ 21 ] |
| Envee – Recipes                              | 2008 | śpiew w utworze „Several Times”                                            | [ 22 ] |
| Stanisław Soyka Sextet – Studio Wąchock      | 2009 | śpiew                                                                      | [ 23 ] |
| Chilli – Chilli                              | 2009 | śpiew w utworze „I Say...”                                                 | [ 24 ] |
| Morowe panny (kompilacja)                    | 2012 | śpiew w utworze „Poranek”                                                  | [ 25 ] |
| Panny wyklęte (kompilacja)                   | 2013 | śpiew w utworze „Czarno – biały”                                           | [ 26 ] |
| Wovoka – Sevastopolis                        | 2015 | chórki w utworach „God Will Never Change” i „It Serves Me Right To Suffer” | [ 27 ] |
| Holak – The Introvert                        | 2017 | śpiew w utworze „Otwarte”                                                  |        |
| Krzysztof Zalewski – Zalewski śpiewa Niemena | 2018 | chórki                                                                     | [ 28 ] |
| Natalia Przybysz – MTV Unplugged             | 2021 | śpiewa w utworze „Że Jestem” i „Wyspa”                                     | [ 29 ] |

## Teledyski
| Zespół Pauliny Przybysz |
| --- |
| - Michał Grott – gitara basowa - Piotr Zabrodzki – instrumenty klawiszowe - Jan Młynarski – perkusja - Radek Maciński – instrumenty perkusyjne - Jose Manuel Alban Juarez – instrumenty perkusyjne - Jurek Zagórski – gitara - Anna Karwan – wokal wspierający - Irena Kijewska – wokal wspierający - Kasia Dereń – wokal wspierający |

| Tytuł             | Rok  | Reżyseria             | Album     | Źródło |
| ----------------- | ---- | --------------------- | --------- | ------ |
| „You Can Dance”   | 2008 | Łukasz Jaworski       | Soulahili | [ 30 ] |
| „Indiana”         | 2008 | Maciej Sobieraj       | Soulahili | [ 31 ] |
| „Renesoul”        | 2011 | Urszula Morga         | Renesoul  | [ 32 ] |
| „Dzielne kobiety” | 2017 | Anna Maliszewska      | Chodź tu  | [ 33 ] |
| „Pirx”            | 2017 | Dawid Napierała       | Chodź tu  | [ 34 ] |
| „Senność”         | 2019 | Jakub Blank           | Odwilż    |        |
| „Zima”            | 2020 | Dorota Bafi Świderska | Odwilż    |        |
| „Minimalizm”      | 2020 | Sergiusz Wasilewski   | Odwilż    | [ 35 ] |

## Nagrody i wyróżnienia
| Rok  | Nagroda        | Kategoria                         | Tytułem   | Nota      | Źródło |
| ---- | -------------- | --------------------------------- | --------- | --------- | ------ |
| 2009 | Fryderyki 2009 | Album roku hip-hop / R&B          | Soulahili | Nominacja | [ 36 ] |
| 2012 | Fryderyki 2012 | Album roku hip-hop/reggae/R&B     | Renesoul  | Nominacja | [ 37 ] |
| 2012 | Fryderyki 2012 | Najlepsza oprawa graficzna albumu | Renesoul  | Nominacja | [ 37 ] |
| 2018 | Fryderyki 2018 | Album roku elektronika            | Chodź tu  | Wygrana   | [ 38 ] |
| 2021 | Fryderyki 2021 | Album roku soul, r’n’b, gospel    | Odwilż    | Nominacja | [ 39 ] |
| 2024 | Fryderyki 2024 | Album roku soul, R&B, reggae      | Wracając  | Wygrana   | [ 40 ] |

## Filmografia
| Tytuł    | Rok  | Uwagi                                                                 | Źródło |
| -------- | ---- | --------------------------------------------------------------------- | ------ |
| „Ziomek” | 2006 | rola dubbingowana, 2006, serial animowany, reżyseria: Laurent Nicolas | [ 41 ] |